# Nie mogę cię zapomnieć
Nie mogę cię zapomnieć; il primo singolo che promuove l'album solista di Agnieszka Chylińska Modern Rocking, che è stato il risultato della collaborazione della cantante con il duo Plan B. La prima radiofonica si è svolta su RMF FM alle 11:15 del 1º ottobre 2009. La canzone è registrata nello stile della musica dance elettronica. La canzone è in cima a molte classifiche. La canzone ha 2 remix ufficiali: "Kalwi & Remi Remix" (2009) e "Dynamid Disco Remix" (2010).

## Video musicale
Il video musicale è stato girato dal 23 ottobre 2009 e diretto da Jacek Kościuszko. La clip mostra Chylińska ballare sexy nella sala da ballo. La canzone e il video musicale sono stati molto controversi perché rappresentavano una nuova immagine dell'artista, che differiva significativamente dalla, Mentre il video entra nella sua seconda metà che termina sotto la pioggia, le riprese sono state mescolate con Agnieszka e la sua band che si esibivano sotto la pioggia, Tuttavia, il video è riuscito a ricevere una rotazione soddisfacente attraverso le piogge.
Nel gennaio 2010, la canzone ha vinto il plebiscito radiofonico RMF FM per The Hit of the Year 2009, e ad aprile la canzone è stata premiata dalla ZPAV con il titolo di Canzone Digitale dell'Anno 2009 nella categoria canzone polacca come la canzone di download digitale più venduta in Polonia. Nel maggio 2020, il videoclip è stato inserito all'11 ° posto dei video musicali più sexy di tutti i tempi dalportale.